# 貝塚 (新潟県亀田町)
貝塚（かいづか）は、かつて新潟県中蒲原郡亀田町にあった町字。1982年（昭和57年）に住居表示が実施されたことにより消滅した。
以下の記述は消滅直前当時の旧貝塚に関しての記述であり、現在では名称等が異なる場合がある。なお、ここに記述されていない内容に関しては新潟市などの記事を参照。

## 概要
1889年（明治22年）から1982年（昭和57年）まであった大字。信濃川水系小阿賀野川下流域右岸、亀田排水路右岸に位置する。
もとは江戸時代から1889年（明治22年）まであった貝塚新田の区域の一部で、地名は縄文時代の貝塚があったことに由来し、大正時代まで地内から牡蠣殻が出土していた。

## 分立した町字
元町（もとまち）
1970年（昭和45年）に分立した町字。

## 歴史
1636年（寛永13年）に村木七右衛門が15祭で大阪から祖母に従って隣村の中村六助家に来たのちに、中谷内新田、北山新田とともに開発したとされる。
1889年（明治22年）合併により亀田町の大字となり、1970年（昭和45年）に一部が船戸山、中島、元町として分立。残った区域も1982年（昭和57年）に荻曽根となり消滅した。

### 年表
- 1889年（明治22年）4月1日 : 合併により亀田町の大字となる。
- 1921年（大正10年） : 貝塚に改称する。
- 1982年（昭和57年） : 荻曽根の一部となり消滅。